# Fred Endrikat
Fred Endrikat (* 7. Juni 1890 in Nakel an der Netze; † 12. August 1942 in München) war ein deutscher Schriftsteller, Dichter und Kabarettist. Seine humoristischen Kabaretttexte und -lieder waren seinerzeit sehr erfolgreich.

## Leben
Fred Endrikat, der Sohn eines Bergmanns war und auch selbst unter Tage arbeitete, verbrachte seine Kindheit und Jugend in Eickel und Wanne. In seinem Gedicht Heimkehr finden sich Reminiszenzen an seine Jugendzeit in Eickel und den dortigen Volkspark. Danach lebte er lange in Berlin, bevor er nach München kam. Er stand u. a. im Schwabinger Kabarett Simpl mit eigenen Texten auf der Bühne. Zuletzt lebte er in Leoni am Starnberger See.
Fred Endrikat starb 1942 mit 52 Jahren an einem Gehirntumor und ist auf dem alten Teil des Münchener Waldfriedhofes begraben.

## Werk
Fred Endrikats Werk steht in der Tradition Wilhelm Buschs, Christian Morgensterns und Joachim Ringelnatz’, nach dem er auch „der Ringelnatz des Ruhrgebietes“ genannt wird. Es besteht im Wesentlichen aus Texten für das literarische Kabarett. Hauptsächlich Versdichtung (Brettl-Lieder, Couplets) verfassend, aber auch Szenen und Einakter, schuf Endrikat kleine Werke, die als humoristisch, bisweilen satirisch, einzuordnen sind, ohne dabei jedoch allzu gesellschaftskritisch zu sein. Dem Dichter haftete seinerzeit das Etikett des witzigen, frivolen Spötters an, der nicht ganz ernstzunehmende Weisheiten präsentierte. 
Endrikat veröffentlichte vier Bände mit Versen in Kürze zur Lebenswürze, die eine weite Verbreitung fanden.
Die erste Sammlung von Gedichten, die er für das literarische Kabarett schrieb und dort selbst vortrug, erschien mit Die lustige Arche (1935), einer unter dem Leitsatz „Die besten Menschen auf der Erde, das sind die Hunde und die Pferde“ stehenden Tierfibel für Jung und Alt. Es folgte die Höchst weltliche Sündenfibel (1939), welche „moralische“ und „unmoralische“ Versdichtungen des Autors zusammenstellte. Nach Liederliches und Lyrisches (1940) mit „Versen zum vergnügten Leben“ war 1942 der seine Reihe witziger Lebensweisheiten abschließende Fröhliche Diogenes (1942) die letzte Veröffentlichung vor seinem Tod. Er widmete der Bergmannskuh ein kurzes Gedicht.
Nach Endrikats Tod wurde noch manches mehr in Auswahlen und dem Band Sündenfallobst (1953) veröffentlicht.

## Wirkung
Zu Endrikats Lebzeiten waren seine Verse besonders beim Kleinbürgertum sehr beliebt. Später wurden einige seiner Gedichtzeilen zu geflügelten Worten: so stammt zum Beispiel der bekannte Ausspruch „Doof bleibt doof, da helfen keine Pillen“ ursprünglich aus einem Gedicht Endrikats. Heute ist der Kabarettist, der die Sünde einst mit rotem Mohn im Ährenfeld verglich („Man jätet ihn als Unkraut aus und windet ihn zum Blumenstrauß“) weit weniger bekannt als mancher seiner Aussprüche oder Kabarettsongs. Das Hörbuch Fred Endrikat stellte 2004 eine Auswahl seiner Gedichte als Rezitation neu vor. In Buchform war Endrikats Werk nach einer kurzen Renaissance in den 1970er Jahren lange Zeit nicht mehr erhältlich, ehe 2011 ein Lesebuch mit seinen Texten zusammengestellt wurde.
In Wanne-Eickel, seit 1975 ein Stadtteil der Stadt Herne, wurde 1964 die Fred-Endrikat-Straße nach dem Schriftsteller benannt.

## Ausgaben
- Das große Endrikat Buch. Goldmann Verlag, München 1976, ISBN 3-442-09168-3.
- Fred Endrikat Lesebuch. Zusammengestellt und mit Nachworten von Walter Gödden und Joachim Wittkowski, Nylands Kleine Westfälische Bibliothek, Band 21. Aisthesis, Bielefeld 2011, ISBN 978-3-89528-808-1 (Digitalisat).